# Los misterios del amor
Los misterios del amor (En inglés: Mysteries Of Love) es una telenovela venezolana realizada y transmitida por la cadena Venevisión en el año 2009. 
Es protagonizada por Sabrina Seara y Juan Carlos García, este último personificando un doble papel como protagonista y antagonista, y con las participaciones antagónicas de Eileen Abad y Eduardo Orozco. 
Fue estrenada el 13 de mayo de 2009 y finalizó el 6 de octubre del mismo año.

## Sinopsis
Francisca Naranjo (Sabrina Seara) tiene un amor platónico: Juan Andrés Román (Juan Carlos García), dueño y director de la clínica donde ella trabaja como enfermera. Ella sabe que solo se trata de un sueño pues sabe por experiencia que Juan Andrés jamás se fijaría en ella. Pero una casualidad hace que Juan Andrés coincida con una persona idéntica a él, un sosias, con quien intercambia su vida durante unas horas. Ese doble, con quien no tiene ningún parentesco, es un mototaxista llamado Jason Martínez.
Lo que parece un juego de unas horas termina convirtiéndose en una pesadilla para Juan Andrés, quien desaparece, esto hace que Jason tenga que ocupar su lugar de manera permanente. Con la identidad de Juan Andrés, Jason se enamora de Francisca. 
En la misma clínica trabaja la doctora Maricruz Fernández (Mónica Pasqualotto), quien es sorprendida por un desconocido que la aborda, Gabriel Acosta (Albi De Abreu), quien le anuncia que su esposa Vanessa (Wanda D'Isidoro) y el marido de Maricruz, Edwin (Jerónimo Gil) son amantes. Al principio Maricruz no le cree a Gabriel pero luego descubre que dice la verdad. Sin embargo y por distintas razones, ninguno de los dos puede o quiere divorciarse, lo que los lleva a consolarse buscando resolver la situación y, sin remedio, se enamoran. 
Deborah Salazar (Alba Roversi) es una atractiva señora cuarentona que vuelve a Venezuela del extranjero para trabajar como la nueva administradora de la clínica, sin embargo, hay algo misterioso y seductor en esta mujer que atrae de inmediato al doctor Emilio Pimentel (Iván Tamayo), jefe de Francisca, un hombre rudo que vive la vida con simpático cinismo. Deborah se convierte muy pronto en gran amiga de Francisca, pero nada de esto es casualidad, ni ella ni el doctor sospechan la verdad. 
Las historias de estas tres mujeres se mezclan con un ritmo ágil y veloz el drama y la comedia, los dolores humanos y la esperanza, en medio de grandes pasiones que demuestran que al final el amor siempre triunfa a pesar de todos los obstáculos.

## Reparto
- Sabrina Seara - Francisca Naranjo[4]
- Juan Carlos García - Juan Andrés Román Gil / Jason Martínez
- Eileen Abad - Isabella Román Gil
- Alba Roversi - Déborah Salazar / Francisco Gutiérrez[5]
- Eduardo Orozco - Octavio Urbaneja
- Iván Tamayo - Emilio Pimentel
- Mónica Pasqualotto - Maricruz Fernández de Santéliz
- Jerónimo Gil - Edwin Santéliz
- Albi De Abreu - Gabriel Acosta
- Wanda D'Isidoro - Vanessa García de Acosta
- Ana María Simón - Laura Acevedo
- Ámbar Díaz - Zuleyma
- Rhandy Piñango - Vladimir Quintana
- Deyalit López - Amarelys Castro
- Carmen Alicia Lara - Nayibe Martinez
- Giancarlo Pasqualotto - Daniel Discachiati
- Catherina Cardozo - Lisbeth
- Jessika Grau - Manuela García
- Flor Elena González - Diana Gil Vda. de Román[6]
- Nattalie Cortez - Alicia Naranjo
- Aura Rivas - Trina Hernández
- María Antonieta Ardila - Carla "Carlita" Martínez
- Ly Jonaitis - Karolina Quintero Núñez / Karolina Quintero Núñez de Román
- Freddy Aquino - Wilfer Linares
- Hernán Iturbe - Orlando
- Sandra Yajure - Carmen
- Juan Miguel Hernández - Kabubi
- Johan Zambrano - Ramiro
- Michelle Nassef - María Jimena Pimentel Acevedo
- Christian Josué González G. - Christian Briceño
- Karín Hernández - Shirley Santéliz Fernández
- Samuel Egui - Kruger Martínez
- Amelié Redondo - Sofía Acosta García

Actuaciones Especiales
- Esperanza Magaz
- Eva Blanco - Mireya Vda. de Gutiérrez
- Francisco Guinot
- Yugüi López - El Tuétano
- Rafael Brito
- Rodolfo Drago - Alberto
- Carlos Arreaza - Novio de Susana
- Antonio Delli - Marcelo Doubóm
- Leonardo Villalobos - Presentador del programa
- Adolfo Cubas
- Greisy Mena - Dayana
- Dayra Lambis
- Adriana Romero
- Gioia Arismendi - Estela
- Deive Garcés - Arturo
- Zhandra De Abreu - Hija de Alberto
- Martha Track - Celenia "La Bruja"
- Cristóbal Lander - Leonardo
- Beba Rojas - Susana Cervantes
- Wilmer Machado (Coquito)
- Ana Karina Casanova - Mercedes
- Héctor Manrique - Profesor Omar Fernández
- Ivette Domínguez - Mamá de Mercedes
- Lisbeth Manrique
- José Luis Zuleta - Doctor esotérico "Chon"
- Paula Bevilacqua
- Yulene Iturrate - Abogada de Jasón
- Carlos Guillermo Haydon - Rodrigo Delgado
- Arístides Bastidas
- Anabell Rivero

## Producción
- Original de - Alberto Barrera
- Libretistas - Alberto Barrera, Neida Padilla, Juan Carlos Duque y Anisbely Castillo
- Vestuario - Carmen Montesuma
- Maquillaje - Luisa Marcano, Nelson González
- Escenografía - Eunice Padilla
- Ambientación - Daisy Álvarez, Belkis Pérez
- Coordinador de arte - Jonathan Andara
- Coordinador de post-producción - Maira Villavicencio
- Editores - Carlos Jaimes, Jesús Remis, Juan Silva, Carlos Ortega
- Tema musical - "Me he enamorao"
- Intérprete - Rafael Brito
- Musicalización - Luis Román
- Productores - Thais Campos, Rosmar Molero, Lenín Feliche, Jhoan Vásquez
- Dirección de arte - Luc De Paredes
- Director de fotografía - Jhonny Febles
- Directores de exteriores - Fabio Velásquez y Néstor Sánchez
- Producción general - Francisco De Pasquale
- Producción ejecutiva - Carolina De Jacovo
- Dirección general - Yuri Delgado
- Operador de Video - Lennys "Baloo" Contreras

| Predecesor: La vida entera | Telenovela Estelar de Venevisión 9pm 13 de mayo de 2009 - 8 de octubre de 2009 | Sucesor: Un esposo para Estela |